# Appareil à miroir semi-transparent

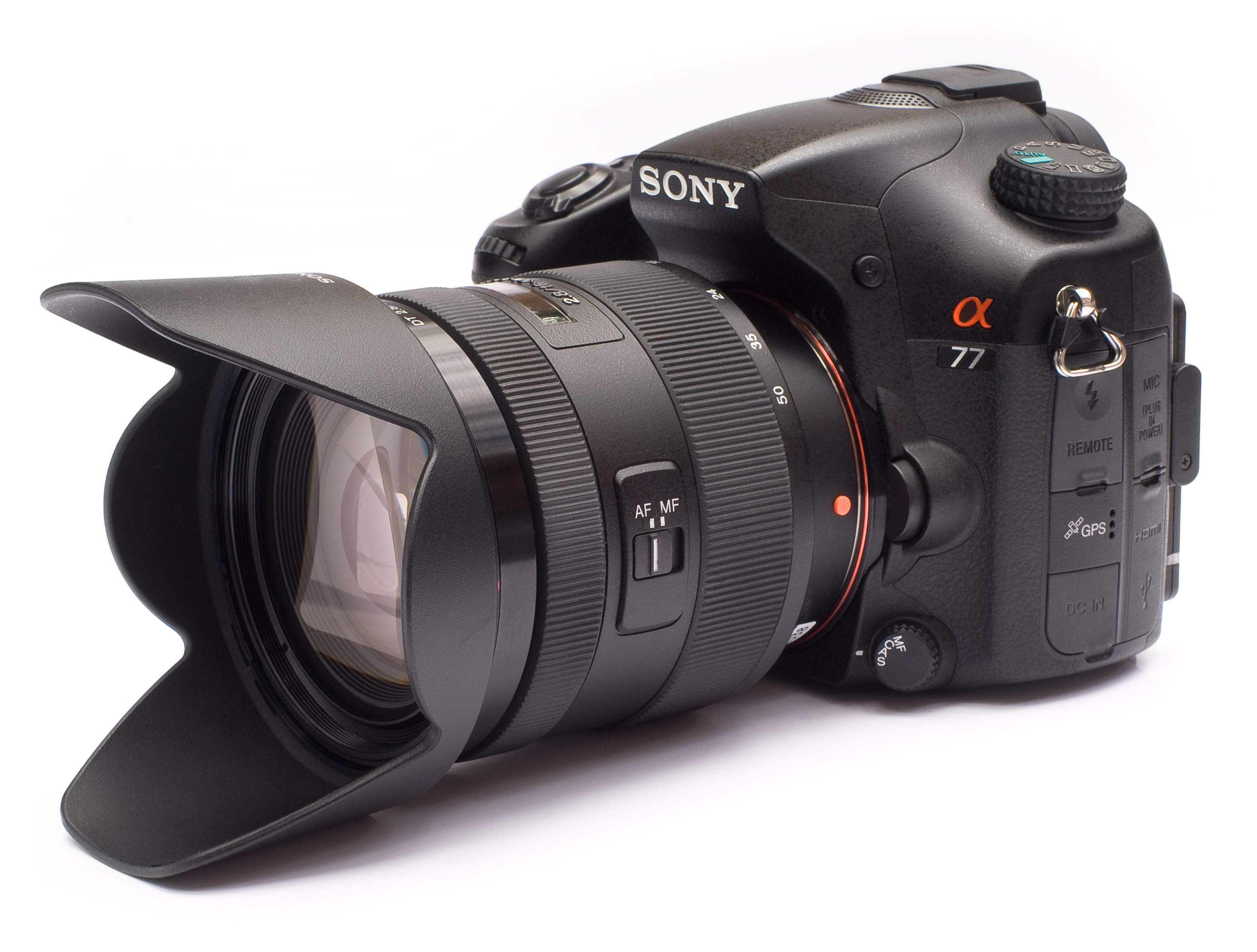
Un Sony Alpha 77 équipé d'un miroir semi-transparent et d'une visée électronique.

Un appareil photographique à miroir semi-transparent (en anglais Single-Lens Translucent, SLT) est un appareil photographique proche d'un reflex mono-objectif, utilisant un miroir semi-transparent fixe au lieu d'un vrai miroir mobile.
Dans les APN à miroir semi-transparent, le pentaprisme est remplacé par une visée électronique. En 2013, seul Sony avec sa gamme Alpha propose ce genre d'appareil. Si on est puriste, ces APN ne sont pas des reflex car il n'y a pas réflexion de l'image sur un miroir pour arriver dans le viseur optique. 

## Histoire

### Argentique
Le premier appareil de ce type est le prototype Konica Domirex, un appareil argentique en 1963, il n'est jamais commercialisé.
Deux ans plus tard sort le Canon Pellix puis en 1972, le Canon F-1 High Speed. Le Nikon F2H est commercialisé avec cette technologie entre 1976 et 1978. En 1984 est présenté le Canon New F-1 High Speed Motor Drive, puis en octobre 1989, le Canon EOS RT (le miroir fixe permet un retard au déclenchement réduit à seulement 0,008 seconde). Puis sont présentés, en 1994, le Canon EOS-1N RS puis en 1998 le Nikon F3 H.

### Numérique
Cette technologie est reprise sur des appareils numériques. Le Sony Alpha SLT-33 et SLT-55 lancés en septembre 2010. Le Sony Alpha 99 sorti fin 2012 est le premier appareil numérique de ce type équipé d'un capteur au format 24×36.

## Caractéristiques

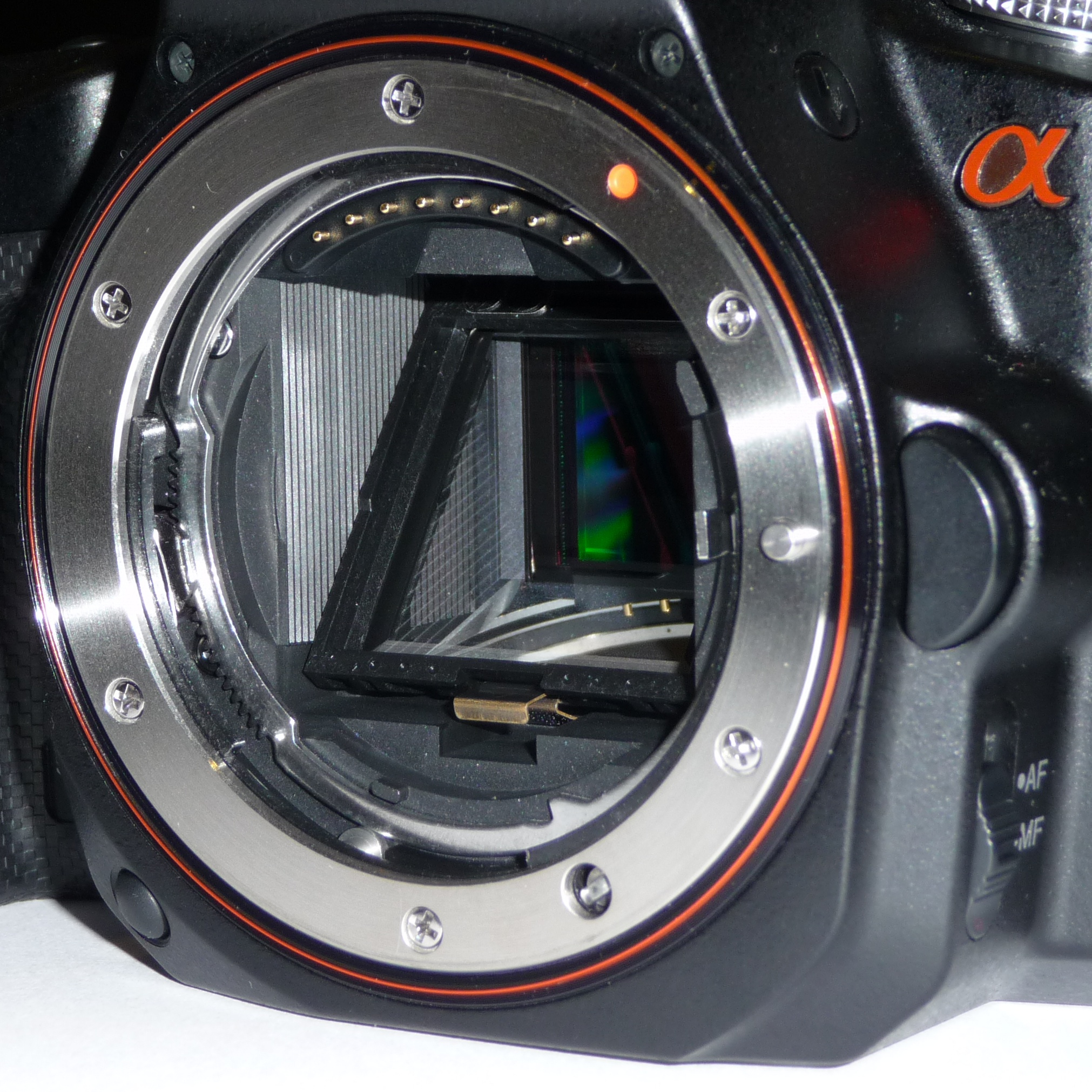
Détail d'un miroir semi-transparent sur un SLT-33.

Un appareil photographique à miroir semi-transparent se caractérise par :
- une gamme d'objectifs interchangeables (zoom, téléobjectif, grand-angle, macro, objectif à focale fixe...);
- un capteur numérique généralement de type CMOS de 16 à 42,4 MP (Sony Alpha 99 Mark II).

Il existe deux différences majeures entre ces appareils et les reflex classiques :
- une visée électronique remplace le pentaprisme pour les numériques, et la possibilité de suivre le sujet même en prise de vue pour les boitiers argentiques ;
- un miroir semi-transparent fixe remplace le miroir mobile (non transparent sur un reflex).

## Visée électronique
La visée électronique permet d'avoir accès à plus d'informations pour perfectionner les réglages. Cette technique offre plusieurs avantages :
- l'affichage de nombreuses informations (exposition, balance des blancs et la profondeur de champ) ;
- la taille du viseur ;
- la compensation de luminosité ;
- la mise au point manuelle et la vérification de l'AF grâce au zoom électronique ;
- la vue directe de ce que le capteur enregistre ;
- possibilité de visualiser les menus et les photos prises après-coup.

Elle présente aussi des inconvénients selon les modèles:
- visée sombre en ambiance très lumineuse (la luminosité du viseur ne peut concurrencer celle du soleil...)
- visée bruitée en ambiance sombre
- latence gênante sur les mouvements rapides
- dynamique trop faible dans les cas difficiles
- rendu des couleurs pas toujours réaliste